# عمارت تاریخی بنه‌وار
عمارت تاریخی بنه وار مربوط به خوانین بختیاری است و در شهرستان لالی ، روستای بنه وار واقع شده و این اثر در تاریخ ۲۳ شهریور ۱۳۸۲ با شمارهٔ ثبت ۹۹۶۴ به‌عنوان یکی از آثار ملی ایران به ثبت رسیده است.